# Mary Surratt
Mary Elizabeth Jenkins Surratt (12 de mayo de 1820 o 1823 - 7 de julio de 1865) fue una ciudadana estadounidense, propietaria de una pensión, declarada culpable por participar en la conspiración para asesinar al presidente Abraham Lincoln. Condenada a muerte, fue ahorcada en 1865, convirtiéndose en la primera mujer ejecutada por el Gobierno federal de Estados Unidos. Fue la madre de John H. Surratt, Jr., que luego fue juzgado pero no fue condenado por el asesinato.

## Primeros años
Mary Elizabeth Jenkins, hija de Archibald y Elizabeth Ann (de soltera, Webster) Jenkins, nació en la plantación de tabaco de sus padres cerca de la ciudad de Waterloo, Maryland (hoy, Clinton). Las fuentes difieren en cuanto a si nació en 1820 o 1823 y también existe incertidumbre sobre el mes, aunque la mayoría indica a mayo. Tenía dos hermanos, John Jenkins (1822-1896) y James Jenkins (1825-1903). Su padre murió en 1825 y su viuda heredó su propiedad. Aunque su padre era protestante y su madre episcopaliana, Mary ingresó en un internado para señoritas católicas en Alexandria, Virginia, en 1835. La tía materna de Mary, Sarah Latham Webster, era católica y probablemente influyó en la elección. Dos años después, se convirtió al catolicismo y en su bautismo adoptó el nombre de María Eugenia. Fue una devota católica el resto de su vida.
En 1839 conoció a John Harrison Surratt, un huérfano que había sido adoptado por Richard y Sarah Neale, un rico matrimonio de granjeros sin hijos. Se casaron en agosto de 1840. John se convirtió al catolicismo antes del matrimonio y compró un molino en Oxon Hill, Maryland, a donde se mudó el nuevo matrimonio. Los Surratt tuvieron tres hijos: Isaac (nacido el 2 de junio de 1841), Elizabeth Susanna, apodada Anna (nacida el 1 de enero de 1843), y John Jr. (nacido en abril de 1844).
En 1843 John compró a su padre adoptivo 236 acres de tierra. Richard murió al poco y John compró terrenos anexos a su nueva propiedad y regresó con su familia a su casa de la infancia para ayudar a la viuda a dirigir la granja. Sarah Neale enfermó y murió en agosto de 1845 y John recibió todo el resto de la granja Neale en propiedad. Mary Surratt se involucró en la recaudación de fondos para construir la iglesia de San Ignacio de Loyola en Oxon Hill (fundada en 1850), pero John estaba cada vez más disgustado con la religiosidad de su esposa. Su comportamiento empezó a degenerar, empezando a beber en exceso, no pagando sus deudas y mostrando un carácter cada vez más violento y volátil.
En 1851, la granja Neale ardió hasta los cimientos (se sospechó que un esclavo huido había provocado el incendio) y mientras John partía a trabajar en el ferrocarril en Alexandria, Mary y los niños se instalaban en casa de su primo, Thomas Jenkins, cerca de Clinton. Al año John compró 200 acres en lo que ahora es Clinton y construyó una taberna y una posada. Mary se negó a mudarse allí y se estableció en la antigua granja Neale, pero en mayo de 1853 su marido la vendió para pagar sus deudas y Mary se vio obligada a regresar con él.
El 6 de diciembre de 1853, con la venta de otra propiedad y las ganancias de la taberna, John compró una casa en Washington D. C. en el 541 de H Street y comenzó a alquilarla a inquilinos. En 1854, John construyó un hotel anexo a la taberna y lo llamó Hotel Surratt. Ese mismo año la zona alrededor fue llamada Surrattsville. Aunque estaba en una encrucijada transitada, el poblado lo formaban la taberna, una oficina de correos (dentro de la taberna), una fragua y una docena de casas, varias de ellas cabañas de troncos. John Surratt fue el primer jefe de correos de la aldea.
Durante los siguientes años, John amplió mediante compra sus propiedades y adquirió o construyó un cobertizo para carros, un secadero de maíz, una tienda de comestibles, una fragua, un granero, un molino, un establo, un secadero de tabaco y una carretería. La familia era lo suficientemente acomodada como para enviar a sus hijos a internados de la zona, Isaac y John a la St. Thomas Manor y Anna a la misma escuela donde estudiara su madre. Sin embargo, las deudas de John aumentaban al igual que su afición a la bebida. Para 1857 había vendido todas sus tierras familiares heredadas de los Neale y la mayoría de los esclavos, mientras su alcoholismo empeoraba. En 1858, Mary escribió una carta a un sacerdote local diciéndole que Surratt se pasaba el día borracho.
En 1860, St. Thomas cerró e Isaac se fue a trabajar a Baltimore. Los Surratt vendieron otros 100 acres para que Mary permaneciera en el internado femenino y John se inscribiera en el St. Charles College de Maryland, un internado y seminario católico.

## Guerra de Secesión
En abril de 1861 estalló la guerra civil y aunque Maryland como estado fronterizo permaneció dentro de la Unión, los Surratt, como muchos allí, simpatizaban con la Confederación y su taberna acogió simpatizantes con regularidad, siendo utilizada como casa segura por espías confederados. Isaac viajó a Texas y se alistó en el ejército confederado. John abandonó el seminario y se convirtió en mensajero del servicio secreto confederado, moviendo mensajes, paquetes, dinero en efectivo y contrabando a través de las líneas enemigas. Las actividades confederadas en el entorno de Surrattsville llamaron la atención del gobierno unionista. A finales de 1861, Lafayette C. Baker, un detective del servicio de inteligencia de la Unión, y 300 soldados acamparon en Surrattsville para investigar las actividades de los Surratt. Descubrió rápidamente evidencia de una gran red de mensajeros confederados operando en el área, pero, pese a algunos arrestos y advertencias, la red de mensajería permaneció intacta.
John Surratt colapsó de repente y murió por un derrame cerebral el 25 o 26 de agosto de 1862, dejando a su viuda en serias dificultades financieras. John y Anna abandonaron la escuela para ayudarla en el manejo de las tierras y negocios familiares. El 10 de septiembre de ese año John Jr. fue nombrado el nuevo jefe de correos de Surratsville. Poco después, Baker regresó a batir el poblado. Varios administradores de correos fueron despedidos por deslealtad, pero no John. En agosto de 1863, solicitó un empleo en el departamento de pagadores del departamento de Guerra de Estados Unidos, pero ello levantó sospechas y el 17 de noviembre de 1863 también fue despedido por deslealtad. Sin embargo, Louis J. Weichmann, un amigo de John del colegio St. Charles, observó que para entonces la familia aún tenía seis o más esclavos trabajando en su propiedad. Para 1864, Mary había descubierto que las deudas impagadas y malas inversiones de su marido la habían dejado con muchos acreedores. Varios de sus esclavos huyeron. Su hijo John vendía verduras en la ciudad para conseguir dinero. Cansada de dirigir la granja, la taberna y demás negocios, Mary se planteó mudarse a la casa en la ciudad.
El 1 de diciembre de 1864 se instaló en ella. Era una casa de ladrillo de cuatro pisos. En el primer piso tenía dos cuartos grandes que servían de comedor y cocina. En el segundo había un salón delantero y un cuarto trasero que sirvió de dormitorio para Mary. El tercer piso tenía tres habitaciones, una grande delantera y dos pequeñas traseras. El cuarto piso o ático tenía dos habitaciones grandes y una pequeña para una sirvienta. Ese mismo día, arrendó la taberna de Surrattsville a un expolicía de Washington D. C. simpatizante de la Confederación, John M. Lloyd, por quinientos dólares al año. El 30 de noviembre, 8 de diciembre y 27 de diciembre Mary publicó en el periódico Daily Evening Star anuncios de la pensión. Inicialmente dijo que solo quería inquilinos conocidos por ella personalmente o recomendados por amigos, pero en los anuncios indicaba que las habitaciones estaban "disponibles para cuatro caballeros".
Algunos historiadores como Kate Larson y Roy Chamlee sospechan que el motivo del traslado no fue solo económico, sino para facilitar las actividades de espionaje de su hijo. John Jr. transfirió todos sus títulos de propiedad a su madre en enero de 1865. Este acto podría tener implicaciones adicionales. Las propiedades de un traidor descubierto podían ser incautadas y este conocimiento sin duda llevó a John a renunciar en favor de su madre para no perderlas. Mary podía saber esta motivación, o, al menos, sospecharla. Si fuera así, sería prueba de que conocía de facto la conspiración.

## Asesinato de Lincoln

### Conspiración en la pensión

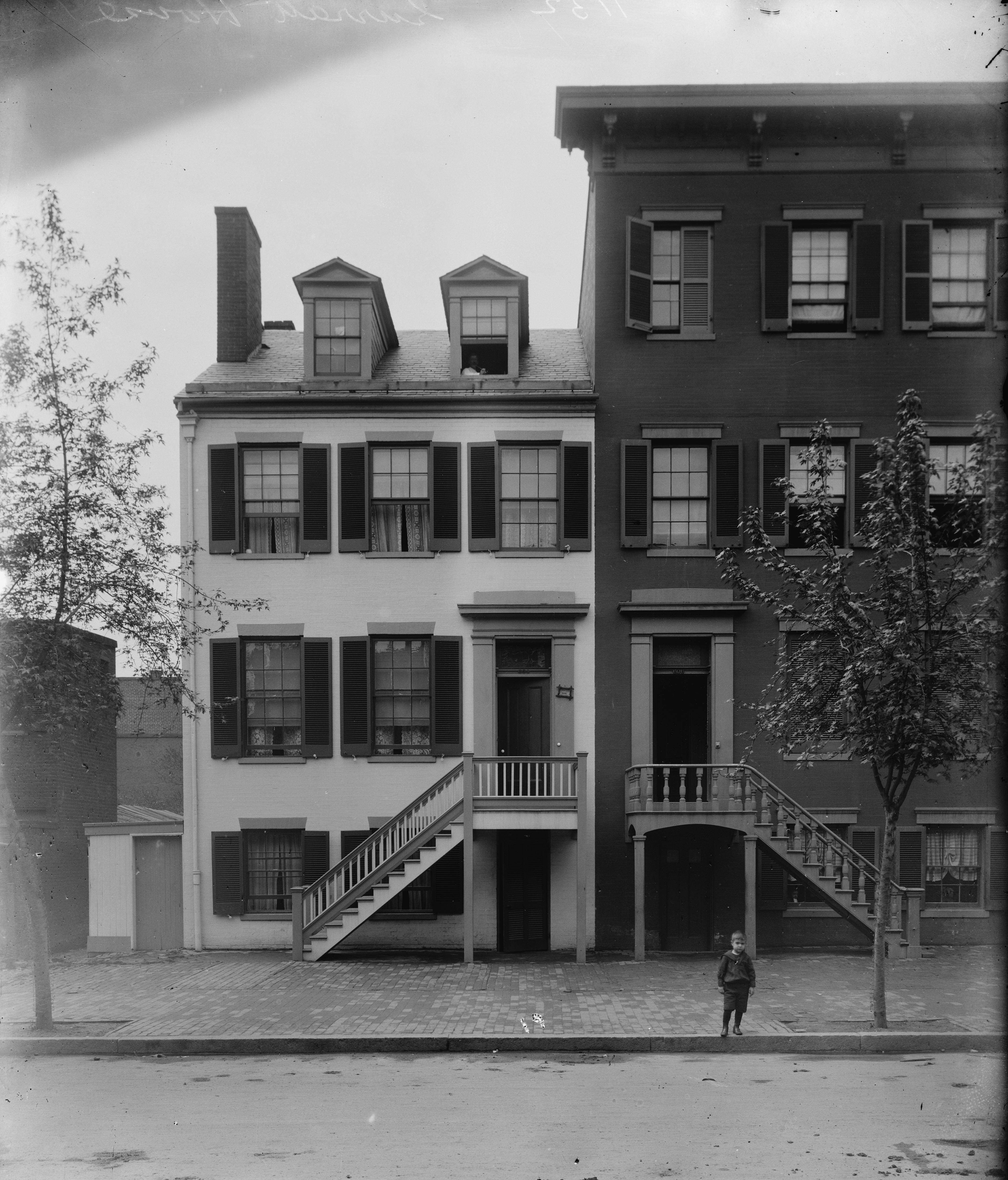
La pensión de Surratt en 1890, algo cambiada de como lucía durante su ocupación.

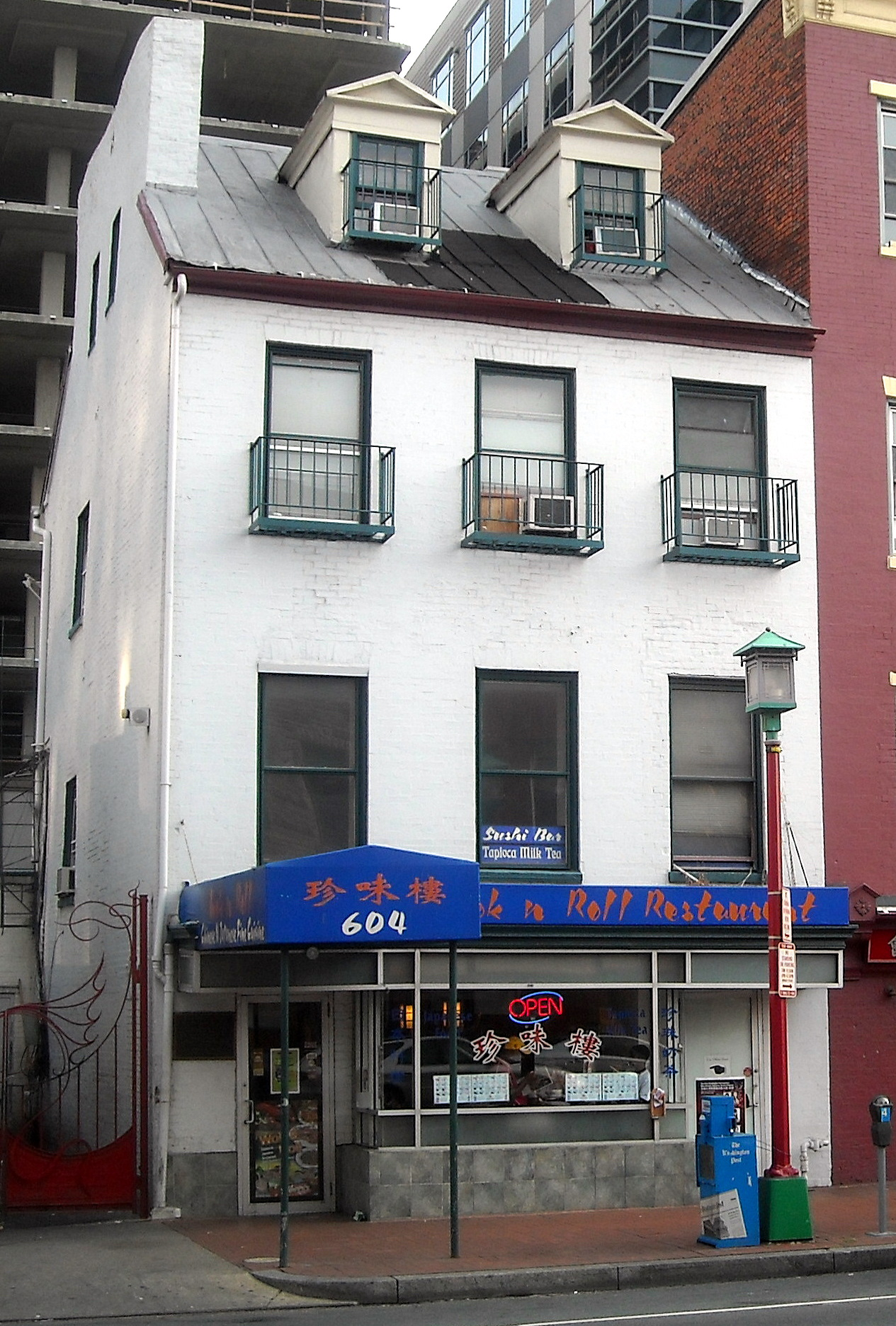
La pensión de Surratt, que ahora es un restaurante, ubicada en el Chinatown de Washington D. C.

Louis Weichmann se mudó a la pensión de Mary Surratt el 1 de noviembre de 1864. El 23 de diciembre del mismo año, el Dr. Samuel Mudd presentó a John Surratt, Jr. a John Wilkes Booth. Booth reclutó a John Jr. para su conspiración para secuestrar a Abraham Lincoln. Los agentes de la Confederación, entre ellos sacerdotes católicos, comenzaron a visitar la pensión con frecuencia. Booth visitó la pensión en numerosas ocasiones en los siguientes meses, a veces a solicitud de Mary Surratt.
George Atzerodt y Lewis Powell se presentaron en la casa durante cortos períodos. Atzerodt, un amigo de John Jr. y Booth y un co-conspirador en la trama (como lo era en ese momento) para asesinar a Lincoln, visitó la pensión varias veces en los primeros dos meses de 1865. Se quedó en la pensión de los Surratt en febrero de 1865 (no está claro si una o varias noches, ya que las fuentes difieren) pero resultó ser un bebedor empedernido y Mary Surratt lo expulsó después de unos días. De todos modos, continuó visitando la pensión frecuentemente. Lewis Powell se hizo pasar por un predicador bautista y se alojó en la pensión durante tres días en marzo de 1865. David Herold también visitó la casa varias veces.
Como parte del plan para secuestrar a Lincoln en marzo de 1865, John Surratt, Atzerodt y el conspirador David Herold escondieron dos carabinas Spencer, municiones y algunos otros artículos en la taberna de Surratt en Surrattsville. El 11 de abril siguiente, Mary Surratt alquiló un coche y lo condujo a la taberna Surratt. Dijo que había hecho el viaje para cobrar una deuda de un antiguo vecino. Pero de acuerdo a su inquilino, John M. Lloyd, Surratt le dijo que tuviese "las armas de hierro" listas para ser recogidas. El 14 de abril, Mary Surratt dijo que una vez más visitaría la taberna de la familia en Surrattsville para cobrar una deuda. Poco después de que dejase la ciudad, Booth visitó la pensión y habló en privado con ella. Él le dio un paquete (luego se encontró que tenía unos prismáticos) para que Lloyd lo recogiera esa tarde. Surratt lo hizo y, de acuerdo a Lloyd, de nuevo le dijo a Lloyd que tuviese "las armas de hierro" listas para ser recogidas. Booth y Herold recogerían los rifles y prismáticos esa tarde mientras se iban a Washington D. C. después del asesinato de Lincoln. Lloyd reparó un muelle roto en la carreta de Surratt antes de que ella se fuera.

## Arresto y encarcelamiento

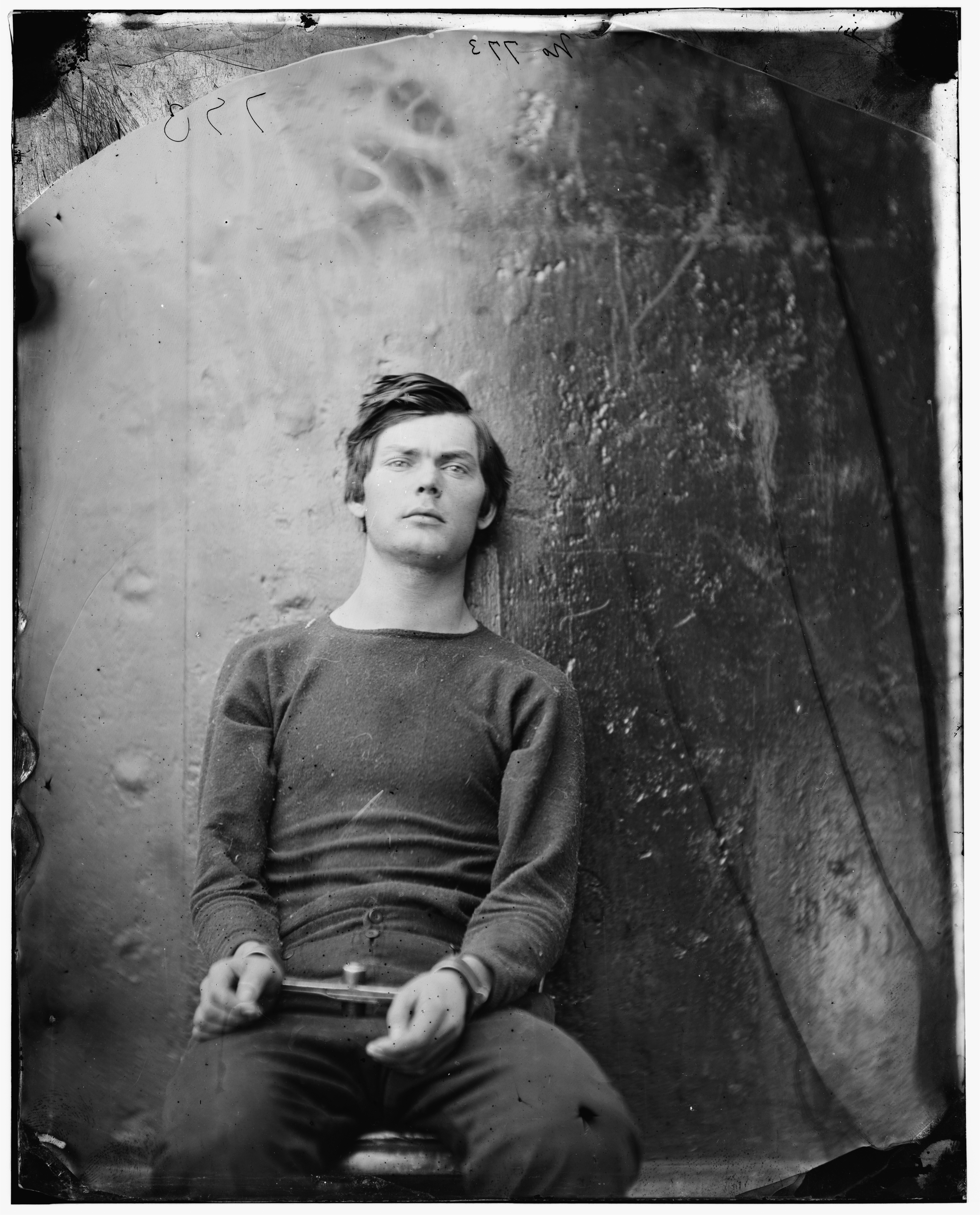
Lewis Powell, también conocido como Lewis Payne, fue el conspirador cuya llegada a la pensión de Surratt el 17 de abril de 1865 convenció a muchos de la culpabilidad de Mary Surratt.

Alrededor de las 2 a. m. del 15 de abril de 1865, miembros de la policía del Distrito de Columbia (D. C.) visitaron la pensión Surratt, buscando a John Wilkes Booth y John Surratt. No está del todo claro la causa de que la policía fuera a la casa. La mayoría de los historiadores concluyen que el amigo de Weichmann, el empleado del Departamento de Guerra Daniel Gleason, había alertado a las autoridades federales de actividades de la Confederación centradas en la pensión Surratt, pero esto no explica por qué apareció allí la policía de D. C. en lugar de agentes federales. El historiador Roy Chamlee, sin embargo, dice que hay evidencia de que Gleason no comunicó a la policía de D. C. sus sospechas acerca de Weichmann hasta varios días después. A los 45 minutos del ataque a Lincoln, el nombre de John Surrat, Jr. se había asociado con el ataque al Secretario del Estado, William H. Seward. La policía de D. C., como también la oficina del preboste, tenían archivos sobre John Surratt, Jr., y sabían que él era un amigo cercano de Booth. Es posible que James L. Maddox, supervisor propietario en el Teatro Ford y un amigo de Booth, o el actor John Matthews, ambos, pudieron saber sobre el plan de atacar a los oficiales gubernamentales y hubiesen mencionado el nombre de Surratt. El historiador Otto Eisenschiml ha argumentado que el intento de David Herold de robar un caballo de John Fletcher quizás los pudo haber llevado a la pensión de Surratt, pero al menos otro estudioso ha considerado esto incierto. Otras fuentes afirman que los testigos habían identificado a Booth como el atacante de Lincoln, y los detectives tenían información (una pista de un actor sin nombre, y un camarero) que unía a John Jr. con Booth. Mary Surratt mintió, y le dijo a los detectives que su hijo había estado en Canadá durante dos semanas. Tampoco reveló que ella había llevado un paquete a la taberna de Surrattsville a nombre de Booth horas antes.
El 17 de abril, un vecino de Surratt le dijo a las autoridades militares que él había escuchado a uno de los trabajadores afroamericanos de Surratt decir que tres hombres habían ido a la casa en la noche del asesinato de Lincoln y que uno de ellos había mencionado a Booth en un teatro (el sirviente estaba equivocado en la fecha, ya que John Surratt, Jr. había estado en Elmira, Nueva York, en una misión de un general confederado para entonces). Otras informaciones también mencionaron la pensión como un lugar de encuentro clave de los posibles conspiradores. Tanto el Coronel Henry H. Wells, jefe de la policía militar del Distrito de Columbia, como el General Christopher C. Augur, dijeron al Coronel Henry Steel Olcott que arrestara a todos en la casa. Los soldados federales visitaron la pensión Surrat de nuevo en la tarde del 17 de abril. John Jr. no pudo ser encontrado, pero después de una búsqueda por la casa los agentes encontraron en la habitación de Mary una fotografía de Booth (escondida detrás de otra fotografía), además de fotos de líderes de la Confederación (incluyendo a Jefferson Davis), una pistola, un molde para hacer balas y cápsulas fulminantes. Mientras Mary Surratt estaba siendo arrestada por conspiración para asesinar a Lincoln, Lewis Powell apareció en su puerta, disfrazado. Aunque Surratt negó conocerlo, Powell fue arrestado y luego identificado como el hombre que había intentado asesinar al Secretario de Estado William Seward.
Después de su arresto, Mary Surratt fue mantenida en un anexo a la antigua Prisión del Capitolio antes de ser trasladada al Arsenal de Washington el 30 de abril. Dos guardias armados estuvieron frente a la puerta de su celda desde el comienzo de su encarcelamiento hasta su muerte. Su celda, aunque era más aireada que otras, estaba escasamente amueblada con un colchón de paja, una mesa, un lavabo, una silla y un cubo. La comida era servida cuatro veces al día, y consistía en la misma cosa cada vez: pan, cerdo en salazón, carne, o sopa de ternera, y café o agua. Los otros conspiradores masculinos arrestados tenían sus cabezas envueltas en una bolsa de tela acolchada para evitar un intento de suicidio. Las fuentes discrepan sobre si Surratt fue obligada a vestir esto también. Aunque los otros tenían esposas de hierro en sus pies y tobillos, en ningún momento la señora Surratt fue esposada. Rumores contrarios fueron planteados por periodistas en el juicio, de que no podían ver a Surratt o que solo "escucharon" el ruido metálico de cadenas en sus pies. Estos rumores fueron repetidamente investigados y negados. Ella comenzó a sufrir la menstruación, y se debilitó durante su detención. Se le dio una mecedora, y permitían visitas de su hija Anna. Ella y Lewis Powell recibieron la mayor atención de la prensa. Pero la prensa del Norte también fue muy crítica con Surratt en sus descripciones.
John Surratt, Jr. estaba en Elmira, Nueva York, en el momento del asesinato, llevando mensajes en nombre de un general confederado. Después de enterarse de la muerte de Lincoln, huyó a Montreal, en Canadá.

### Juicio
El juicio de los supuestos conspiradores comenzó el 9 de mayo de 1865. Se eligió un tribunal militar, en lugar de uno civil, porque al ser sus normas más indulgentes con las pruebas, pensaron los oficiales de gobierno, sería posible que la corte llegara al fondo de lo que era percibido entonces por el público como una gran conspiración. Los ocho supuestos conspiradores fueron juzgados al mismo tiempo. El historiador Laurie Vergue ha comentado que "sólo en el caso del Dr. Samuel Alexander Mudd hay controversia suficiente sobre la culpa o inocencia del acusado". Por su parte, el erudito del asesinato de Lincoln Thomas Reed Turner dice que, de las ocho personas acusadas de planear el asesinato a Lincoln, el caso contra Surratt sigue siendo "el más controvertido... en ese momento y desde entonces".
Una habitación en la esquina noreste del tercer piso del Arsenal fue convertida en sala del tribunal, y los prisioneros eran llevados a ella por una puerta que los prevenía de ser acosados por los espectadores. Durante el juicio, a Surratt se le dieron consideraciones especiales debido a su enfermedad y género. En la sala, se sentó aparte de los otros prisioneros. Las fuentes difieren sobre si un guardia armado se sentaba a su lado, como hicieron con los demás prisioneros durante el juicio. Mientras que los otros llevaban esposas en las muñecas y tobillos, ella no las tenía. También se le permitía un gorro y un velo para ocultar su cara de los espectadores. Como su enfermedad se agravó durante el juicio, fue trasladada a una celda de la prisión más grande y cómoda.
Surratt fue acusada de complicidad, ayuda, ocultamiento, asesoramiento y de albergar a sus co-acusados. El gobierno federal inicialmente trató de encontrar un abogado para Mary Surratt y los otros, pero casi ninguno estaba dispuesto a aceptar el trabajo por miedo a ser acusado de deslealtad a la Unión. Surratt tuvo a Reverdy Johnson, un respetado abogado y senador de Estados Unidos, como su asesor legal. Un miembro de la comisión militar tratando a los conspiradores cuestionó el derecho de Johnson de defender a Surratt, ya que Johnson se había opuesto a la lealtad que requieren los juramentos de los votantes en las elecciones de 1864. Después de mucha discusión, esta objeción fue retirada, pero el daño ya estaba hecho para la influencia de Johnson, y no asistió a la mayor parte de las sesiones del tribunal. La mayoría de la defensa legal de Surratt fue presentada por dos abogados, Frederick Aiken y John Clampitt.

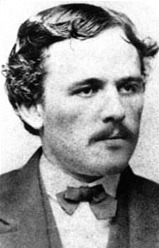
Louis J. Weichmann, cuyo testimonio fue crítico para condenar a Mary Surratt.

La estrategia de la fiscalía fue ligar a Mary Surratt a la conspiración. La llegada de Powell a su pensión tres días después del asesinato del presidente fue una evidencia crítica contra ella, según argumentó el gobierno. La fiscalía presentó nueve testigos, pero la mayoría de su caso se basaba en el testimonio de dos hombres, John M. Lloyd y Louis Weichmann. Lloyd testificó el 13 y 15 de mayo de 1865, en relación con el ocultamiento de carabinas y otros suministros en la taberna en marzo, y las dos conversaciones que tuvo con la Sra. Surratt en que ella le dijo que tuviera "las armas de hierro" listas. El testimonio de Weichmann fue importante, ya que estableció una relación cercana entre Mary Surratt y los otros conspiradores. Weichamnn testificó el 16 y 19 de mayo, y dijo que él había vivido en la pensión desde noviembre de 1864. Él había visto o escuchado a John Jr. encontrándose y hablando con Atzerodt, Booth y Powell varias veces en los últimos cuatro meses y medio. Weichmann había llevado a la Sra. Surratt a la taberna Surrattsville el 11 y 14 de abril, confirmó que ella y Lloyd habían pasado demasiado tiempo en una conversación privada, testificó que él vio a Booth darle el paquete con los binoculares, y declaró que había llevado el paquete a Lloyd. Weichmann también testificó sobre los vínculos de la familia Surratt con el espionaje de la Confederación y los anillos de mensajería en el área, y sus relaciones con Atzerodt y Powell. También declaró sobre el encuentro del 23 de diciembre con Booth y John Jr., al que él también asistió, y su encuentro posterior con Booth en la habitación de éste en el Hotel National. Finalmente, él le dijo al tribunal militar sobre la excitación general en la pensión en marzo de 1864 después del intento fallido de secuestrar a Lincoln.
Otros testigos reforzaron el testimonio de Weichmann. La inquilina Honora Fitzpatrick confirmó las visitas de Atzerodt, Booth y Powell a la pensión. Emma Offut, la cuñada de Lloyd, testificó que ella vio (pero no escuchó) a Mary Surratt hablando durante largos períodos de tiempo con Lloyd el 11 y 14 de abril. Los agentes del gobierno testificaron sobre el arresto de Surratt, la llegada de Powell y su negación de que ella conociera a Powell. El hecho de que Powell buscara refugio en la pensión después de la muerte de Lincoln dejó una mala impresión en la inocencia de la Sra. Surratt. La negación de Surratt (o fracaso) de reconocerlo, pesaron en su contra. Los agentes también testificaron sobre su búsqueda en la casa y la evidencia (las fotografías, las armas, etcétera) descubierta allí. El testimonio de Lloyd había sido el más importante para la acusación, ya que indicaba que Mary Surrat había desempeñado un papel activo en la conspiración en los días previos a la muerte de Lincoln. La fiscalía apoyó sus argumentos el 22 de mayo.
La estrategia de la defensa fue impugnar el testimonio de los testigos claves de la fiscalía, Lloyd y Weichmann. Pero la defensa también quiso mostrar que Mary Surratt era leal a la Unión, que sus viajes a Surrattsville eran de una naturaleza inocente, y que ella no había sido consciente de los planes de Booth. Treinta y un testigos testificaron en su defensa. George H. Calvert testificó que él presionó a Surratt a que pagara una deuda, Bennett Gwynn dijo que Surratt había solicitado el pago de John Nothey para satisfacer la deuda de Calvert, y Nothey estuvo de acuerdo en que había recibido una carta de Surratt pidiendo que apareciera en la taberna el 11 de abril para pagar lo adeudado. Varios testigos impugnaron las declaraciones de Lloyd al testificar sobre su alcoholismo. Varios testigos dijeron que apareció completamente intoxicado el día de la muerte de Lincoln, el 14 de abril, lo que implica que no podía haber recordado con claridad lo que había sucedido ese día. Sin embargo, Lloyd había testificado que había reparado un muelle roto en la carreta de Surratt, lo que rebatía estas afirmaciones. Augustus Howell, un agente de la Confederación, declaró que la visión de Surratt era pobre, y que Louis Weichmann era un testigo poco confiable ya que había tratado de convertirse en un espía confederado. El fiscal intentó mostrar que Howell era un espía de la Confederación y no era confiable. Anna Surratt declaró que era Weichmann quien había traído a Atzerodt a su pensión, que la fotografía de Booth era de ella (dada por su padre en 1862) y que ella también era dueña de las fotografías de los líderes políticos y militares de la Unión. Anna negó haber oído alguna discusión de actividades desleales o ideas en la pensión, y dijo que mientras Booth visitó la casa muchas veces, sus estadías eran siempre cortas. Anna explicó el fracaso de su madre al reconocer a Powell afirmando que ella tampoco podía ver. Honora Fitzpatrick fue llamada de vuelta al estrado y también dio testimonio de la mala visión de Mary. Un exfuncionario y un ex esclavo dijeron que la vista de Surratt fallaba, y que le había dado comida a soldados de la Unión. Varios testigos fueron llamados al final del caso de la defensa para declarar la lealtad de Mary Surratt con la Unión, su profunda fe cristiana y su amabilidad. Un cierto número de curas católicos fueron llamados al estrado para declarar sobre la fe de Surratt, buen carácter e incorruptibilidad. Retratar a Surratt como una buena mujer cristiana incapaz de cometer los crímenes por los que fue acusada formó una gran parte de la estrategia de la defensa. Durante la refutación de la fiscalía, los abogados del gobierno llamaron a cuatro testigos (P. T. Ransford, John Ryan, Frank Stith y James Young) al estrado, que declararon como intachable a Weichmann.

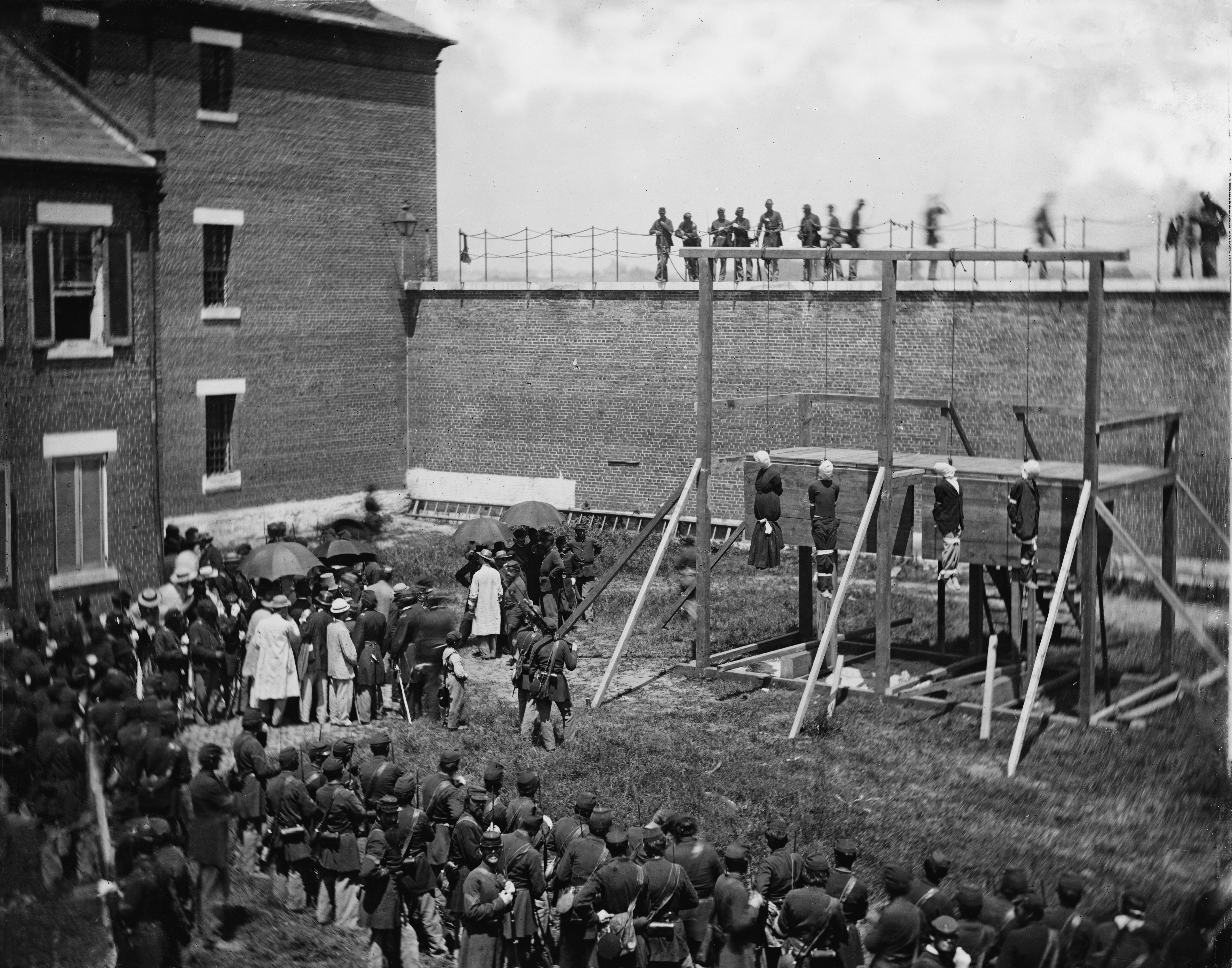
Ejecución de Mary Surratt, Lewis Powell, David Herold y George Atzerodt

Johnson y Aiken presentaron los argumentos de cierre para la defensa. Johnson atacó la jurisdicción de un tribunal militar sobre los civiles. Por su parte, Aiken también cuestionó la jurisdicción de la corte. Pero también reiteró que Lloyd y Weichmann eran testigos no fiables, y que la evidencia contra Mary Surratt era totalmente circunstancial. La única evidencia vinculando a Surratt a la conspiración de asesinar a Lincoln, dijo él, vino de Lloyd y Weichmann, y ningún hombre estaba diciendo la verdad, según su opinión. Dorothy Kunhardt ha escrito que hay evidencia de que el último testimonio fue sobornado por el Secretario de Guerra Edwin M. Stanton.
El juez abogado John Bingham presentó el alegato final de la fiscalía. El tribunal militar tenía competencia, dijo él, no solo porque el propio tribunal había pronunciado al comienzo de los juicios que lo hizo, porque estos eran crímenes cometidos en una zona militar, durante un tiempo de guerra, y contra oficiales de alto gobierno siendo actividades de traición. Bingham apuntó que la pensión de Surratt fue donde se planeó la conspiración, y que Atzerodt, Booth y Powell habían conocido a Surratt. Booth pagó por el alquiler del carro que llevó a Surratt a Surrattsville cada vez, y Bingham dijo que esto era evidencia de que los viajes de Surratt fueron críticos para la conspiración.
Bingham también dijo que el testimonio de Lloyd había sido corroborado por otros, y que su falta de voluntad para revelar el escondite de las armas en la taberna fue motivado por su relación de arrendatario servil de Surratt. Bingham concluyó reiterando el punto clave del gobierno: Powell había regresado a la casa de Surratt buscando a la Sra. Surratt, y solo esto era evidencia de su culpabilidad. Bingham también recalcó al tribunal que el cargo por el que una persona estaba acusada era irrelevante, ya que, bajo la ley de conspiración, si una persona cometía un crimen todos los conspiradores eran culpables del mismo.
El juicio concluyó el 28 de junio de 1865. Surratt estaba tan enferma los últimos cuatro días del juicio que se le permitió quedarse en su celda. Ambos equipos legales parecieron tener fallas en sus casos, y excepto por Reverdy Johnson ningún equipo empleó abogados altamente cualificados. El caso del gobierno se vio obstaculizado por su incapacidad de llamar como testigo al hombre que compartió el transporte de Lloyd cuando él habló con Surratt (un individuo que pudo haber verificado la versión de la historia de Lloyd de las "armas de hierro"), o al Jefe de la Policía Metropolitana A. C. Richards, cuyo trabajo había tenido más éxito en los primeros días de la investigación. El gobierno no investigó a fondo los encuentros de Booth con Surratt al mediodía o la tarde del asesinato. Lo más importante es que el gobierno no había conseguido detener a John Surratt, Jr. El caso de la defensa también tuvo un problema. La defensa nunca dio seguimiento a las inconsistencias en la cronología de Weichmann de la última visita de Mary en la taberna, que pudo haber determinado la fiabilidad de Weichmann.
El tribunal militar consideró la culpabilidad y condena el 29 y 30 de junio. La culpabilidad de Surrat fue la segunda a considerar, aparentemente porque su caso presentaba problemas de evidencia y fiabilidad de testigos. La sentencia fue dictada el 30 de junio. El tribunal militar encontró a Mary Surratt culpable en todos los cargos, menos dos. Una sentencia de muerte requería seis de nueve votos de los jueces. Surratt fue sentenciada a muerte, y la sentencia se anunció al público el 5 de julio. Cuando Powell se enteró de su sentencia, declaró que Mary Surratt era completamente inocente de todos los cargos. La noche antes de la ejecución, los curas de Mary y Anna Surratt visitaron a Powell, y le suscitaron una fuerte declaración sobre la inocencia de Mary Surratt. Aunque esto fue entregado por el capitán Christian Rath, quien estaba supervisando la ejecución, el testimonio de Powell no tuvo efecto en nadie con la autoridad para prevenir la muerte de Surratt. Pero George Atzerodt la condenó amargamente, implicándola incluso en la conspiración. Powell fue el único de los conspiradores condenados en exonerar a Surratt.
Anna Surratt pidió repetidamente por la vida de su madre ante el Juez Abogado Joseph Holt, pero él se negó a considerar clemencia. Ella también intentó ver al presidente Andrew Johnson varias veces para rogarle misericordia, pero no se le concedió permiso para verlo.
Cinco de los nueve jueces firmaron una carta pidiéndole al presidente Andrew Johnson que considerara darle a Surratt clemencia y conmutar su sentencia a una vida en prisión, por su edad y género. El juez Abogado Joseph Holt no llevó la recomendación al presidente Johnson hasta el 5 de julio, dos días antes de que Surratt y los otros fueran ahorcados. Johnson firmó la orden de ejecución, pero no firmó la orden de clemencia. Johnson luego dijo que él nunca vio la solicitud de clemencia; Holt dijo que se la mostró a Johnson, quien se negó a firmarla. Johnson, de acuerdo a Holt, dijo en la firma de la sentencia de muerte que ella había "mantenido el nido del que eclosionó el huevo".

## Familia sobreviviente y hogar
Anna Surratt se mudó de la casa en la calle H y vivió con amigos durante unos años, aislada de la sociedad. Se casó con William Tonry, un empleado del gobierno. Vivieron en la pobreza durante un tiempo después de que él fuera despedido de su trabajo, pero con el tiempo se convirtió en un profesor de química en Baltimore y la pareja se hizo algo rica. Tuvieron tres hijos, William (1870-1944), Reginald Isaac (1874-1946) y Catherine, que nació y murió en 1879. La tensión por la muerte de su madre dejó a Anna desequilibrada mentalmente, y sufrió de períodos de miedo extremo que llegaba a la locura. Murió en 1904. Después de la destitución de cargos en su contra, John Surratt, Jr. se casó y él y su familia vivieron en Baltimore, cerca de su hermana Anna. Isaac Surratt también regresó y vivió en Baltimore, aunque nunca se casó, falleciendo en 1907. Isaac y Anna fueron enterrados al lado de su madre en el Cementerio Mt. Olivet. John Jr. fue enterrado en Baltimore en 1916. En 1968, una nueva lápida con una placa de bronce fue colocada en lugar de la vieja lápida de Mary Surratt.
La pensión de Mary Surratt sigue en pie, y fue inscrita en el Registro Nacional de Lugares Históricos en 2009. Los ciudadanos interesados en Mary Surratt formaron la Sociedad Surratt. La taberna en Surrattsville y la casa son sitios históricos administrados por la Sociedad Surratt. El Arsenal de Washington es ahora llamado Fort Lesley J. McNair. El edificio que contenía las celdas y una sala, y la pared de ladrillo vista tras la parte posterior del patíbulo han desaparecido (el patio donde se produjo el ahorcamiento ahora es una pista de tenis).
Muchas personas afirman haber visto el fantasma de Mary Surratt de negro, vestida de la misma forma que la noche anterior a su ejecución.

## En la ficción
- Surratt fue interpretada por la actriz Virginia Gregg en el episodio de 1956 "The Mary Surratt Case", transmitido como parte de la serie antológica de la NBC The Joseph Cotten Show.[92]
- Fue interpretada por Robin Wright en la película de 2011 The Conspirator (El conspirador, en algunos países hispanohablantes; La conspiración en España), dirigida por Robert Redford.[93]